# Final Battle (2010)
Pour les articles homonymes, voir Final Battle.
Final Battle 2010 est un pay-per-view de catch produit par la Ring of Honor (ROH), qui est disponible uniquement en ligne. Cet évènement se déroula le 18 décembre 2010 au Manhattan Center à Manhattan, dans l'état de New York. Ce pay-per-view est considéré comme l'un des plus gros succès de la fédération. C'est le 9e Final Battle de l'histoire de la ROH.

## Contexte
Les spectacles de la Ring of Honor en paiement à la séance sont constitués de matchs aux résultats prédéterminés par les scénaristes de la ROH. Ces rencontres sont justifiées par des storylines - une rivalité avec un catcheur, la plupart du temps - ou par des qualifications survenues au cours de shows précédant l'évènement. Tous les catcheurs possèdent un gimmick, c'est-à-dire qu'ils incarnent un personnage face (gentil) ou heel (méchant), qui évolue au fil des rencontres. Un pay-per-view comme Final Battle est donc un événement tournant pour les différentes storylines en cours.

## Matchs
| #                                                                | Matchs, | Stipulation                                                         | Durée |
| ---------------------------------------------------------------- | --- | ------------------------------------------------------------------- | ----- |
| 1                                                                | The All-Night Express (Kenny King & Rhett Titus) battent Future Shock (Adam Cole & Kyle O'Reilly)                                                              | Tag Team match                                                      | 9:25  |
| 2                                                                | Colt Cabana bat TJ Perkins | Match simple                                                        | 7:55  |
| 3                                                                | Sara Del Rey & Serena Deeb battent Awesome Kong & Daizee Haze                                                                                                  | Tag Team match                                                      | 7:40  |
| 4                                                                | Eddie Edwards bat Sonjay Dutt | Match simple                                                        | 10:44 |
| 5                                                                | Homicide (avec Julius Smokes) bat Christopher Daniels | Match simple                                                        | 10:31 |
| 6                                                                | Briscoe Brothers (Jay Briscoe & Mark Briscoe) & Mike Briscoe battent Kings of Wrestling (Chris Hero & Claudio Castagnoli) & Shane Hagadorn (avec Sara Del Rey) | Six-man Tag Team match                                              | 15:50 |
| 7                                                                | Roderick Strong (c) bat Davey Richards | Match simple pour le ROH World Championship                         | 30:30 |
| 8                                                                | El Generico bat Kevin Steen | Fight Without Honor : El Generico's mask vs. Kevin Steen ROH Career | 31:14 |
| (c) désigne le(s) champion(s) défendant son titre dans le match. | |                                                                     |       |